# Campeonato Paraguaio de Futebol de 1957
O Campeonato Paraguaio de Futebol de 1957 foi o quadragésimo sétimo torneio desta competição. Participaram oito equipes. O Club General Genes foi rebaixado na edição anterior.
| Equipe                | Cidade   | Departamento     | No ano anterior                                                      | Estádio | Capacidade | Títulos                                | Participações |
| --------------------- | -------- | ---------------- | -------------------------------------------------------------------- | ------- | ---------- | -------------------------------------- | ------------- |
| Club Cerro Porteño    | Assunção | Distrito Capital | Quarto Lugar                                                         | --      | --         | 11 (último em 1954)                    | 41            |
| Club Guaraní          | Assunção | Distrito Capital | Quinto Lugar                                                         | --      | --         | 5 (1906,1907, 1921, 1923, 1949 )       | 46            |
| Club Nacional         | Assunção | Distrito Capital | Sétimo Lugar                                                         | --      | --         | 6 (1909, 1911, 1924, 1926, 1942, 1946) | 47            |
| Club Olimpia          | Assunção | Distrito Capital | Campeão                                                              | --      | --         | 14 (último em 1956)                    | 47            |
| Sol de América        | Assunção | Distrito Capital | Terceiro Lugar                                                       | --      | --         | 0 (não possui)                         | 44            |
| Club Libertad         | Assunção | Distrito Capital | Vice Campeão                                                         | --      | --         | 6 (1910, 1920, 1930,1943, 1945, 1955 ) | 43            |
| Club Presidente Hayes | Assunção | Distrito Capital | Sexto Lugar                                                          | --      | --         | 1 (1952)                               | 34            |
| Club Sportivo Luqueño | Luque    | Central          | Campeão do Campeonato Paraguaio de Futebol de 1956 - Segunda Divisão | --      | --         | 2 (1951,1953)                          | 28            |

## Premiação
| Campeonato Paraguaio 1957 Primeira Divisão |
| Assunção                                   |
| ------------------------------------------ |
| Club Olímpia Campeão (16º título)          |